# 约翰·克雷顿
约翰·奥利弗·克雷顿（John Oliver Creighton，1943年4月28日—），前美國海軍上校及美国国家航空航天局的宇航员，执行过STS-51-G、STS-36以及STS-48任务。